# Особисте зобов'язання
Особисте зобов'язання — запобіжний захід, що полягає у покладенні на підозрюваного, обвинуваченого обов'язку виконувати покладені на нього слідчим суддею зобов'язання. Підозрюваному, обвинуваченому письмово під розпис повідомляються покладені на нього обов'язки та роз'яснюється, що в разі їхнього невиконання до нього може бути застосований жорсткіший запобіжний захід і на нього може бути накладено грошове стягнення в розмірі від 0,25 розміру мінімальної заробітної плати до 2 розмірів мінімальної заробітної плати. Контроль за виконанням особистого зобов'язання здійснює слідчий, а якщо справа перебуває у провадженні суду, — прокурор.
Особисте зобов'язання є зміненою версією підписки про невиїзд, від якої відрізняється насамперед більшою кількістю можливих обмежень.
Особисте зобов'язання тягне за собою покладення на підозрюваного, обвинуваченого обов'язків, передбачених ч. 5 ст. 194 КПК України:
1. прибувати до визначеної службової особи із встановленою періодичністю;
2. не відлучатися із населеного пункту, в якому він зареєстрований, проживає чи перебуває, без дозволу слідчого, прокурора або суду;
3. повідомляти слідчого, прокурора чи суд про зміну свого місця проживання та/або місця роботи;
4. утримуватися від спілкування з будь-якою особою, визначеною слідчим суддею, судом, або спілкуватися з нею із дотриманням умов, визначених слідчим суддею, судом;
5. не відвідувати місця, визначені слідчим суддею або судом;
6. пройти курс лікування від наркотичної або алкогольної залежності;
7. докласти зусиль до пошуку роботи або до навчання;
8. здати на зберігання до відповідних органів державної влади свій паспорт (паспорти) для виїзду за кордон, інші документи, що дають право на виїзд з України і в'їзд в Україну;
9. носити електронний засіб контролю.